# Gà ri Ninh Hòa
Gà Ri Ninh Hòa là một giống gà nội địa có nguồn gốc ở tỉnh Khánh Hòa nơi có ngã ba giao thương với tỉnh Đăk Lăk, chúng là một đặc sản của vùng Ninh Hòa, cùng với món nem nướng Ninh Hòa. Giống gà ri Ninh Hòa đã được Nhà nước Việt Nam công nhận là một giống vật nuôi được phép sản xuất, kinh doanh tại Việt Nam